# سپاه مهندسین سلطنتی
سپاه مهندسین سلطنتی (انگلیسی: Royal Engineers) مجموعه‌ای از ۲۲ هنگ مهندسی رزمی زیرمجموعه نیروی زمینی بریتانیا است، که در سال ۱۷۱۶ تأسیس شد. ستاد فرماندهی سپاه مهندسین سلطنتی در شهر کنت قرار دارد.
این سپاه، بازوی مهندسی ارتش بریتانیا هستند. این واحد، مهندسی نظامی و سایر پشتیبانی‌های فنی را برای نیروهای مسلح بریتانیا فراهم می‌کند و توسط مهندس ارشد سلطنتی رهبری می‌شود. سپاه مهندسین سلطنتی به چندین هنگ تقسیم شده است که در نقاط مختلف بریتانیا و سراسر جهان مستقر می‌باشند.